# Lasse Bro Madsen
Lasse Bro Madsen (født 4. april 1994) er en dansk kajakroer, der har deltaget ved OL 2024 i Paris. 
Han har roet firerkajak sammen med Victor Gairy Aasmul, Morten Graversen og Magnus Sibbersen, og denne firer blev nummer fem ved VM i 2023. Denne præstation resulterede i udtagelse til OL 2024. Her nåede de fire semifinalen, hvor de dog blev sidst i deres heat.